# Lijst van voetbalinterlands Bulgarije - Oostenrijk
Deze lijst van voetbalinterlands is een overzicht van alle officiële voetbalwedstrijden tussen de nationale teams van Bulgarije en Oostenrijk. De landen hebben tot op heden acht keer tegen elkaar gespeeld. De eerste ontmoeting was een vriendschappelijke wedstrijd in Wenen op 21 mei 1924. Dit was ook de allereerste interland van het Bulgaarse voetbalteam. Het laatste duel, een kwalificatiewedstrijd voor het Wereldkampioenschap voetbal 1994, vond plaats op 13 oktober 1993 in Sofia.

## Wedstrijden
| № | Plaats | Datum            | Competitie           | Wedstrijd              | Uitslag |
| - | ------ | ---------------- | -------------------- | ---------------------- | ------- |
| 1 | Wenen  | 21 mei 1924      | Vriendschappelijk    | Oostenrijk − Bulgarije | 6 − 0   |
| 2 | Wenen  | 25 april 1934    | WK 1934 kwalificatie | Oostenrijk − Bulgarije | 6 − 1   |
| 3 | Wenen  | 6 mei 1962       | Vriendschappelijk    | Oostenrijk − Bulgarije | 2 − 0   |
| 4 | Sofia  | 25 november 1962 | Vriendschappelijk    | Bulgarije − Oostenrijk | 1 − 1   |
| 5 | Wenen  | 28 mei 1981      | WK 1982 kwalificatie | Oostenrijk − Bulgarije | 2 − 0   |
| 6 | Sofia  | 11 november 1981 | WK 1982 kwalificatie | Bulgarije − Oostenrijk | 0 − 0   |
| 7 | Wenen  | 14 april 1993    | WK 1994 kwalificatie | Oostenrijk − Bulgarije | 3 − 1   |
| 8 | Sofia  | 13 oktober 1993  | WK 1994 kwalificatie | Bulgarije − Oostenrijk | 4 − 1   |

## Samenvatting
| Competitie        | Totaal gespeeld | Winst Bulgarije | Gelijk | Winst Oostenrijk | Doelsaldo Bulgarije – Oostenrijk |
| ----------------- | --------------- | --------------- | ------ | ---------------- | -------------------------------- |
| WK-kwalificatie   | 5               | 1               | 1      | 3                | 6 − 12                           |
| Vriendschappelijk | 3               | 0               | 1      | 2                | 1 − 9                            |
| Totaal            | 8               | 1               | 2      | 5                | 7 − 21                           |

Wedstrijden bepaald door strafschoppen worden, in lijn met de FIFA, als een gelijkspel gerekend.